# Jamindan
Jamindan es un municipio filipino de segunda clase, perteneciente a la provincia de Cápiz, en las Bisayas Occidentales.

## Toponimia
El lugar puede aparecer referido con las grafías «Jamindan» y «Jamidan».

## Historia
Hacia mediados del siglo XIX, el lugar, por entonces dependiente de Mambusao, tenía contabilizada una población de 1270 habitantes, repartidos en 211 casas. Aparece descrito en el segundo volumen del Diccionario geográfico, estadístico, histórico de las Islas Filipinas (1851) de Manuel Buzeta Núñez y Felipe Bravo con las siguientes palabras:

JAMINDAN ó JAMIDAN: visita de Mambusao, en la isla de Panay, prov. de Capiz, dióc. de Cebú; sit. en la parte setentrional de la isla y prov., poco distante de un rio de bastante caudal, terreno llano, ventilado, y clima templado y saludable. Tiene como unas 211 casas, en general de sencilla construccion, distinguiéndose solo la de justicia, donde está la cárcel: hay escuela frecuentada de varios alumnos, dotada de los fondos de comunidad. prod. y trib. (v. la matriz.) pobl. 1,270 alm.
(Buzeta y Bravo, 1851, p. 115)

En 2020, tenía censados 38 670 habitantes.